# Hjälmared
Hjälmared è una piccola area urbana che si trova nel comune di Alingsås nella contea di Västra Götaland.